# Aldebert (évêque d'Agde)
Pour les articles homonymes, voir Aldebert.
Aldebert est un ecclésiastique languedocien, évêque d'Agde de 1122 à 1130.

## Biographie
Aldebert est évêque d'Agde à partir de 1122. Il succède à Bernard Déodat.
Aldebert est peut-être jurisconsulte. Les premiers actes où il apparaît comme évêque d'Agde datent de 1123 : il est témoin d'une donation d'Elzéar de Castries et de sa femme à l'abbaye d'Aniane et Gormond et sa femme Adalais lui cèdent leurs droits sur les dîmes de Saint-Pierre-de-Prègnes.
Aldebert participe ensuite au concile de Narbonne de mai 1129.
L'épiscopat d'Aldebert se termine en 1130. Il serait mort le 24 juin 1130. Il est remplacé par Raimon de Montredon.